# سانتياغو ليون
سانتياغو ليون (بالإسبانية: Santiago Lyon)‏ هو مصور إسباني، ولد في 1966 في مدريد في إسبانيا.